# Haroué
Haroué település Franciaországban, Meurthe-et-Moselle megyében. Lakosainak száma 514 fő (2022. január 1.). Haroué Affracourt, Crantenoy, Gerbécourt-et-Haplemont, Ormes-et-Ville és Vaudeville községekkel határos.

## Népesség
A település népességének változása:
| Lakosok száma | 353  | 424  | 434  | 471  | 411  | 494  | 510  | 508  | 507  | 514  |
|               | 1968 | 1982 | 1999 | 2006 | 2011 | 2015 | 2017 | 2018 | 2020 | 2022 |